# Únorová revoluce
Únorová revoluce byla jedna ze dvou revolucí roku 1917 v Ruském impériu, která vypukla v závěrečné fázi první světové války a předcházela vypuknutí Říjnové revoluce.
V roce 1917 byla v důsledku nespokojenosti obyvatel s válečnými poměry v zemi vyhlášena v Petrohradě generální stávka, která je považována za počátek Únorové revoluce. V jejím důsledku odstoupil car Mikuláš II. a moc získala Prozatímní vláda. Začaly vznikat revoluční orgány, tzv. sověty (rady) dělnických, rolnických a vojenských zástupců. Největší moc měl Petrohradský sovět dělnických a vojenských delegátů, který vládě nedůvěřoval a přisvojoval si střídavě moc i práva vlády i dumy.
Dne 7. listopadu (25. října) však bolševici (komunisté)  zahájili ozbrojenou revoluci známou jako Říjnová revoluce (Velká říjnová socialistická revoluce) a uzurpovali si absolutní moc.

## Průběh revoluce
První světová válka znamenala pro Rusko hospodářskou i vojenskou pohromu. Zaostalý carský režim nedokázal účinně mobilizovat všechny síly k obraně před vnějším nepřítelem a po vzedmutí lidových bouří v Petrohradě v únoru 1917 (podle gregoriánského kalendáře v březnu) se zhroutil. Jeho oponenti v exilu dostávali již od roku 1915 finanční podporu od Němců. Němci totiž věřili, že pokud padne carský režim v Rusku, nebudou muset s Ruskem nadále válčit, a uvolněné vojáky budou moci přesunout z východní fronty na západ. V roce 1917 začaly v důsledku nedostatku potravin stávkovat desítky tisíc petrohradských dělníků, protože však byla válka, byla stávka automaticky považována za sabotáž. Představitelé města tento problém nedokázali vyřešit a svým jednáním vyvolali naopak ještě větší protesty. 8. března nespokojené petrohradské ženy stojící v dlouhých řadách na chléb vyvolaly mohutnou protiválečnou demonstraci. Na některých místech protesty přerostly ve střety s policií a kozáky. Večer téhož dne vydal Mikuláš II. rozkaz veliteli petrohradského vojenského okruhu, aby demonstrace okamžitě ukončil. Pokusy nasadit proti demonstrantům vojsko nebyly úspěšné, protože vojáci odmítli střílet do neozbrojených civilistů, někteří se dokonce vzbouřili, zastřelili své velitele a přidali se k nespokojencům. V průběhu dalších dvou dnů začala generální stávka.
11. března někteří důstojníci, carovi oddané jednotky a policie zastřelili při nepokojích více než 150 lidí a už následujícího dne, 12. března, přerostly nepokoje v otevřený boj mezi revolučními silami a carským vojskem. Revoluční síly, ke kterým se přidal i gardový Pavlovský pluk, následně obsadily všechny důležité části města, Petropavlovskou pevnost a budovy vlády. Podobně jako v roce 1905 vytvořili dělníci a vojáci orgány samosprávy nazývané sověty. Nejdůležitější z nich se nacházel v Petrohradě, předsedou byl menševik Nikolaj Čcheidze a jeho zástupce eser Alexandr Kerenskij. Sovět přebral odpovědnost za dodržování pořádku a zásobování města. Dělníci a vojáci pak v Moskvě a zanedlouho i v dalších městech po celé zemi tvořili další sověty. 13. března vytvořila státní duma dočasný kabinet pod vedením Michaila Rodzjanka.
14. března imperátor Mikuláš opustil svůj štáb a odešel do Petrohradu, ale po cestě narazil na odpor revolučních vojsk a proto odešel do Pskova, na štáb severní fronty. Tam po konzultaci s velitelem fronty konstatoval, že k potlačení revoluce nemá dostatek sil a tak se vzdal trůnu ve prospěch svého bratra Michaila Alexandroviče. Ani tato zpráva však lid neuspokojila a Michail Alexandrovič se navíc trůnu vzdal, přičemž prohlásil, že budoucnost státního zřízení v Rusku musí vyřešit zákonodárné shromáždění. Tím 15. března 1917 skončila stopadesátiletá vláda rodu Holstein‑Gottorp‑Romanov v Rusku a byla uvolněna cesta dalšímu revolučnímu postupu.
Státní duma se následně ještě téhož dne spolu s Petrohradským sovětem dohodla na vytvoření prozatímní vlády. Jejím předsedou a zároveň ministrem vnitra byl kníže Georgij Lvov. Tato dočasná vláda musela všechny své kroky prodiskutovat s Petrohradským sovětem, což mělo za následek vznik dvojvládí.

## Bolševici

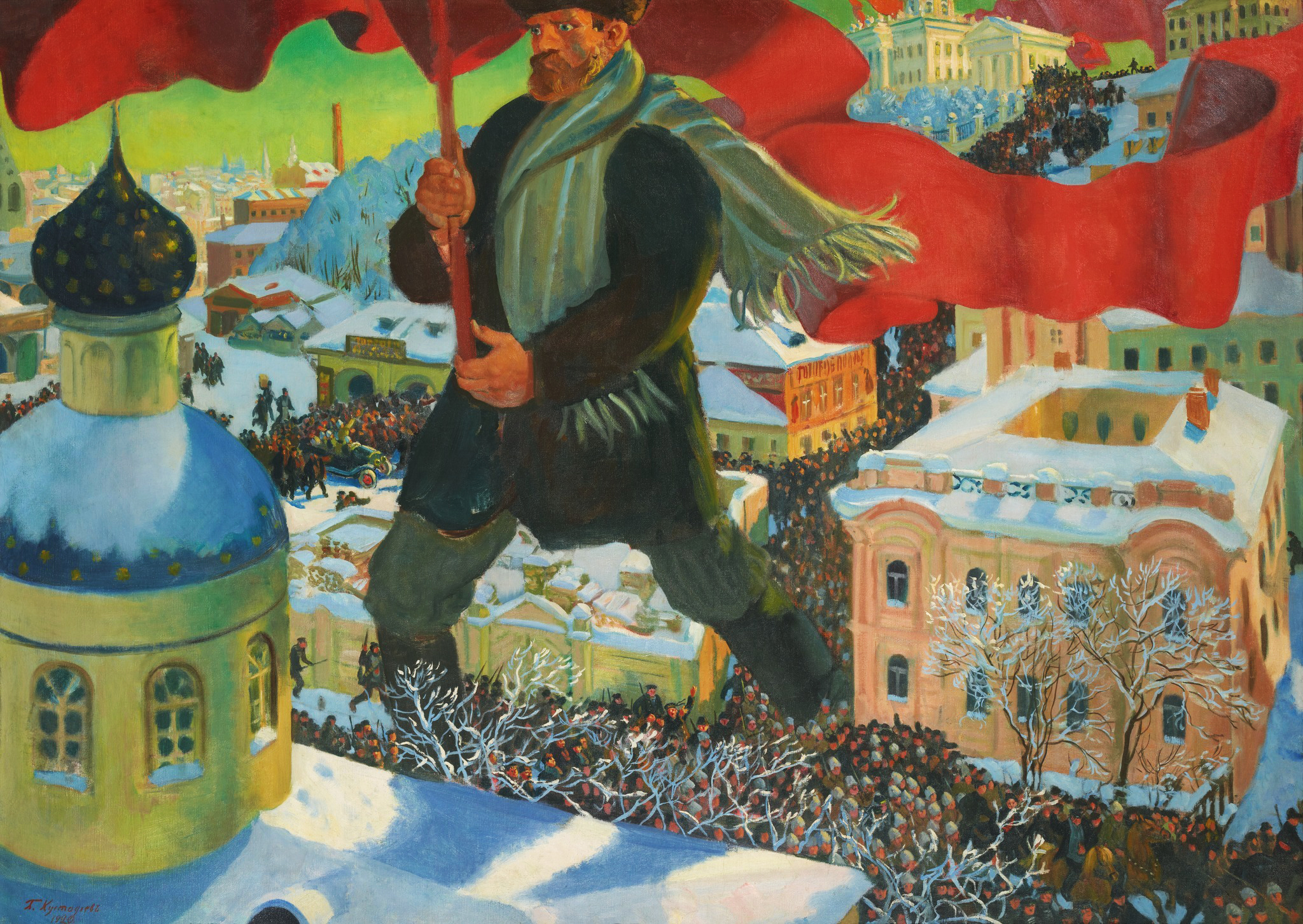
Bolševik (1920), namaloval Boris Kustodijev

Význačný představitel bolševické strany Vladimir Iljič Lenin pobýval v době Únorové revoluce spolu s dalšími bolševiky v exilu v Curychu. Svržení cara Mikuláše II. v únoru 1917 exilové revolucionáře šokovalo, protože se odehrálo bez nich. Podle Lenina se tehdy moci v Rusku ujala buržoazie. Rozhodl tedy, že se revolucionáři zkusí vrátit do Petrohradu a udělat revoluci socialistickou.